# Jackie Sawiris
Jackie Sawiris là nhà sản xuất phim, diễn viên, đạo diễn, viết kịch bản phim người Jordani gốc Ai Cập. Bà tham gia lồng tiếng nhiều trò chơi truyền hình nổi tiếng. Điển hình, bà tham gia lồng tiếng nhân vật thần đèn Majida trong trò chơi Knightmare (từ năm 1993 đến năm 1994); nhân vật Roz trong trò chơi Eyes Wide Shut (1999).

## Sự nghiệp
Knightmare là trò chơi phiêu lưu dành cho trẻ em nước Anh, do Tim Child sáng lập và phát sóng từ ngày 7 tháng 9 năm 1987 đến ngày 11 tháng 11 năm 1994. Trong trò chơi, Sawiris tham gia lồng tiếng nhân vật thần đèn Majida trong 2 năm (1993 và 1994), thay thế nhân vật yêu tinh gỗ Pickle do diễn viên David Learner lồng tiếng trước đó.
Một số bộ phim khác mà bà tham gia đóng bao gồm: Rammalah (2013), Incendies (2010), 10 Days to War (2008), The Bill (1998), The Big Swap (1998), Emmerdale (ra mắt 4 tập phim năm 1998), Krazy Ivan (1995) và Death Machine (1994).

## Đạo diễn, sản xuất phim
Từ năm 1988, Sawiris làm đạo diễn và nhà sản xuất nhiều bộ phim chiếu rạp và phim truyền hình. Bà là trợ lý đạo diễn điều hành phim The Mummy Returns (Xác ướp trở lại, 2001). Bà cũng là trợ lý sản xuất 12 tập phim The Wire (Đường dây tội phạm) năm 2003.
Bà hiện đang làm việc trong một loạt các dự án. Bà vẫn viết, đạo diễn và đóng vai nhân vật chính trong một số bộ phim.